# Gazzo (Venetien)
Gazzo ist eine nordostitalienische Gemeinde (comune) mit 4308 Einwohnern (Stand 31. Dezember 2023) in der Provinz Padua in Venetien. Die Gemeinde liegt etwa 23 Kilometer nordnordwestlich von Padua und etwa 12,5 Kilometer ostnordöstlich von Vicenza am Ceresone. Gazzo grenzt unmittelbar an die Provinz Vicenza.